# Județele interbelice ale Regatului României
Județele Regatului României au fost unitățile administrativ-teritoriale interbelice din România Mare. Există trei perioade distincte care reflectă organizarea administrativ-teritorială a României interbelice.

## Perioada 1918-1925

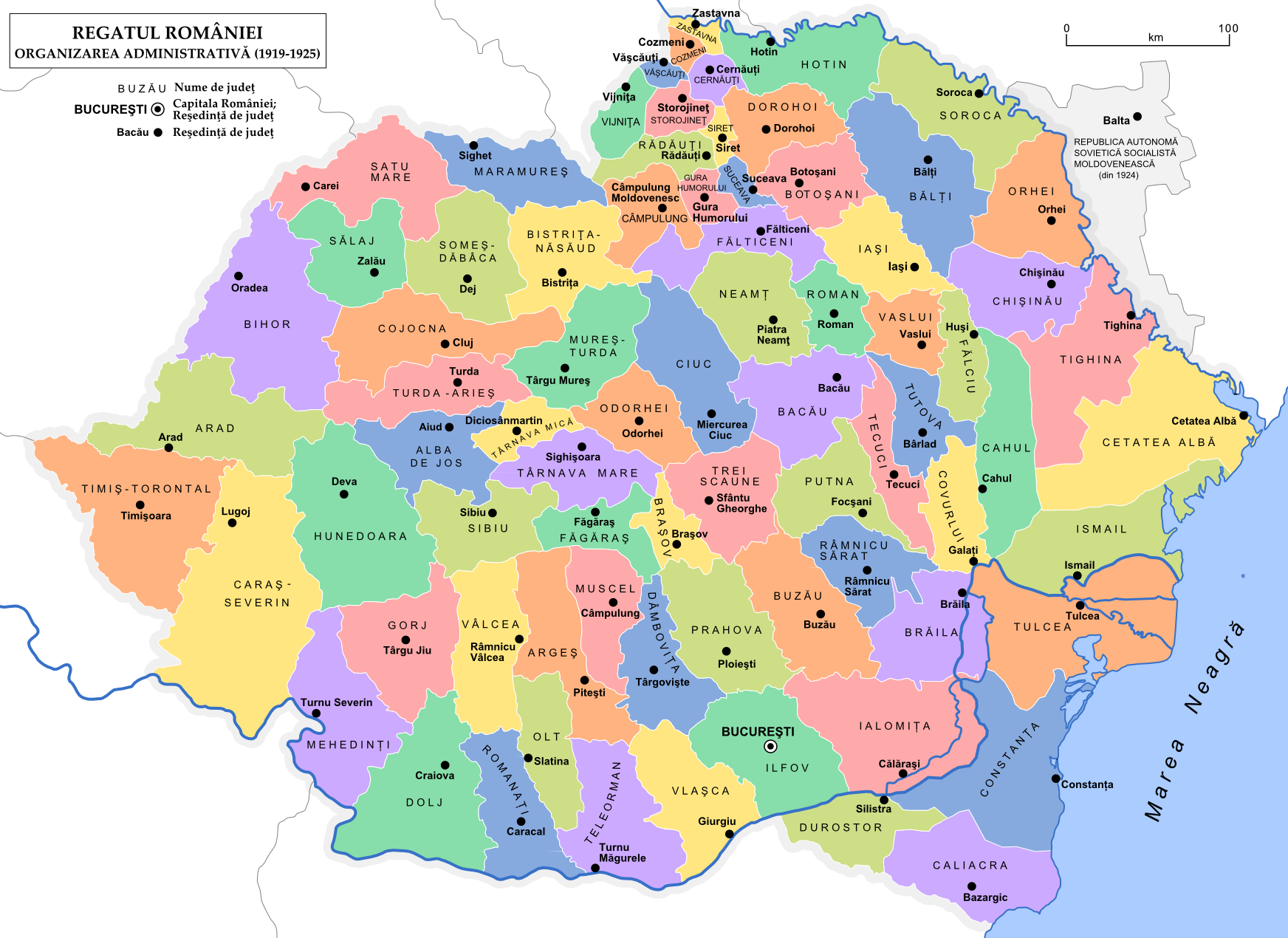
Județele Regatului României, 1925

În această perioadă s-a păstrat specificul organizărilor administrativ-teritoriale existente în provinciile istorice unite cu Vechiul Regat. Aceasta a avut loc până la legea de unificare administrativă din 14 iunie 1925, lege intrată în vigoare de la 1 ianuarie 1926, prin care s-a stabilit o organizare administrativă unitară la nivelul întregului Regat.

## Perioada 1925-1938

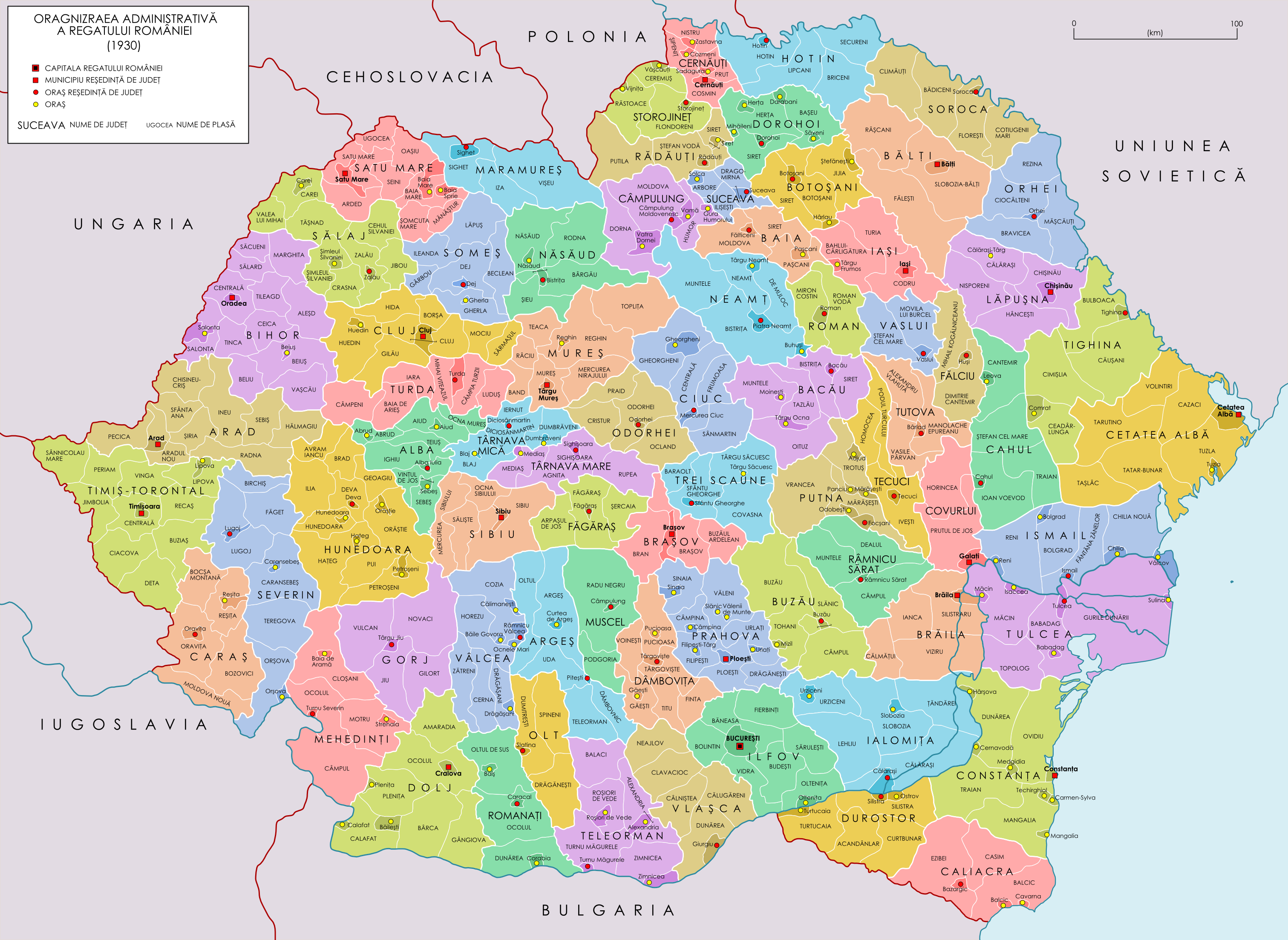
Harta administrativă a României în 1930

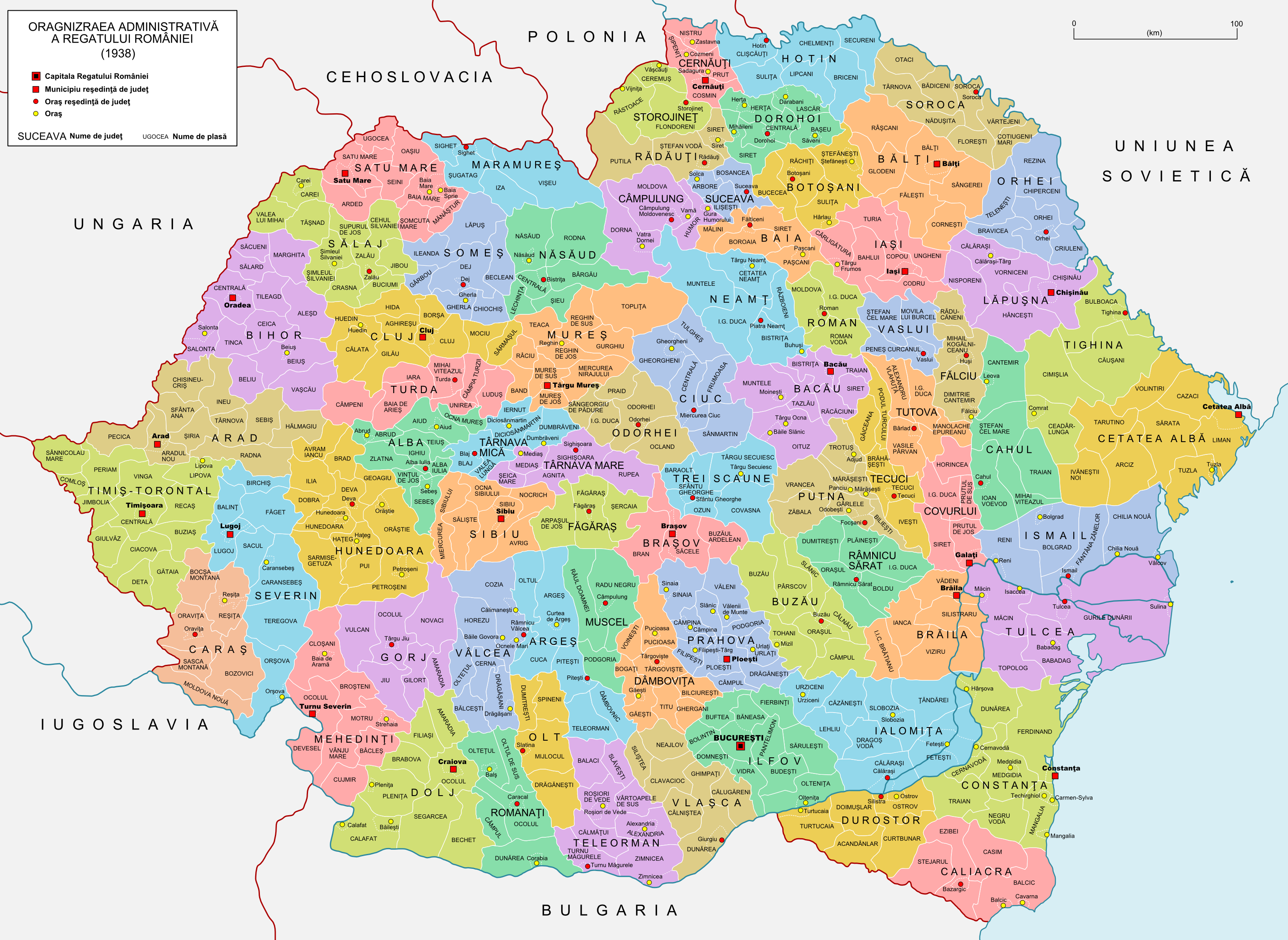
Harta administrativă a României în 1938

Pe baza Constituției din 1923 și a legii de unificare administrativă din 1925, teritoriul țării a fost împărțit în 71 de județe, 489 de plăși și 8.879 de comune. Ulterior, prin diverse legi, această structură inițială suferă modificări, la nivel de localități și plăși. Tabelul de mai jos cuprinde cele 71 de județe, cu date legate de populație conform recensământului din 1930.
| Nr. | Județ          | Reședință             | Populație | Suprafață (km²) | Densitate (loc/km²) |
| --- | -------------- | --------------------- | --------- | --------------- | ------------------- |
| 1   | Alba           | Alba Iulia            | 213.795   | 2.433           | 87,873              |
| 2   | Arad           | Arad                  | 423.824   | 6.248           | 67,834              |
| 3   | Argeș          | Pitești               | 258.305   | 4.216           | 61,268              |
| 4   | Bacău          | Bacău                 | 260.781   | 4.410           | 59,134              |
| 5   | Baia           | Fălticeni             | 155.915   | 3.353           | 46,500              |
| 6   | Bălți          | Bălți                 | 386.476   | 5.260           | 73,475              |
| 7   | Bihor          | Oradea                | 509.130   | 7.467           | 68,184              |
| 8   | Botoșani       | Botoșani              | 216.537   | 3.077           | 70,373              |
| 9   | Brașov         | Brașov                | 167.946   | 2.605           | 64,471              |
| 10  | Brăila         | Brăila                | 219.932   | 4.286           | 51,314              |
| 11  | Buzău          | Buzău                 | 309.425   | 4.936           | 62,687              |
| 12  | Cahul          | Cahul                 | 194.631   | 4.442           | 43,816              |
| 13  | Caliacra       | Bazargic              | 166.588   | 4.500           | 37,020              |
| 14  | Caraș          | Oravița               | 200.390   | 4.693           | 42,700              |
| 15  | Câmpulung      | Câmpulung Moldovenesc | 95.174    | 2.349           | 40,517              |
| 16  | Cernăuți       | Cernăuți              | 305.097   | 1.771           | 172,274             |
| 17  | Cetatea Albă   | Cetatea Albă          | 340.459   | 7.595           | 44,827              |
| 18  | Ciuc           | Mercurea Ciuc         | 146.584   | 4.993           | 29,358              |
| 19  | Cluj           | Cluj                  | 333.545   | 4.813           | 69,301              |
| 20  | Constanța      | Constanța             | 249.914   | 6.910           | 36,167              |
| 21  | Covurlui       | Galați                | 211.196   | 2.662           | 79,337              |
| 22  | Dâmbovița      | Târgoviște            | 310.310   | 3.440           | 90,206              |
| 23  | Dolj           | Craiova               | 487.047   | 6.538           | 74,495              |
| 24  | Dorohoi        | Dorohoi               | 209.248   | 2.846           | 73,524              |
| 25  | Durostor       | Silistra              | 211.439   | 3.226           | 65,542              |
| 26  | Făgăraș        | Făgăraș               | 86.461    | 2.432           | 35,551              |
| 27  | Fălciu         | Huși                  | 113.049   | 2.120           | 53,325              |
| 28  | Gorj           | Târgu Jiu             | 208.099   | 4.579           | 45,446              |
| 29  | Hotin          | Hotin                 | 395.345   | 3.782           | 104,533             |
| 30  | Hunedoara      | Deva                  | 331.677   | 7.695           | 43,103              |
| 31  | Ialomița       | Călărași              | 295.500   | 7.095           | 41,649              |
| 32  | Iași           | Iași                  | 276.230   | 3.227           | 85,600              |
| 33  | Ilfov          | București             | 992.416   | 5.197           | 190,959             |
| 34  | Ismail         | Ismail                | 224.229   | 4.212           | 53,236              |
| 35  | Lăpușna        | Chișinău              | 421.857   | 4.181           | 100,899             |
| 36  | Maramureș      | Sighet                | 162.158   | 3.381           | 47,962              |
| 37  | Mehedinți      | Turnu Severin         | 306.339   | 5.320           | 57,583              |
| 38  | Mureș          | Târgu Mureș           | 289.817   | 4.856           | 59,682              |
| 39  | Muscel         | Câmpulung             | 150.458   | 3.058           | 49,201              |
| 40  | Năsăud         | Bistrița              | 145.423   | 4.326           | 33,616              |
| 41  | Neamț          | Piatra Neamț          | 198.670   | 3.977           | 49,955              |
| 42  | Odorhei        | Odorhei               | 130.646   | 2.977           | 43,885              |
| 43  | Olt            | Slatina               | 184.219   | 2.863           | 64,345              |
| 44  | Orhei          | Orhei                 | 277.009   | 4.246           | 65,240              |
| 45  | Prahova        | Ploești               | 478.007   | 5.040           | 94,843              |
| 46  | Putna          | Focșani               | 193.738   | 3.340           | 58,005              |
| 47  | Rădăuți        | Rădăuți               | 161.865   | 2.360           | 68,587              |
| 48  | Râmnicu Sărat  | Râmnicu Sărat         | 185.110   | 3.324           | 55,689              |
| 49  | Roman          | Roman                 | 151.918   | 1.880           | 80,807              |
| 50  | Romanați       | Caracal               | 271.288   | 3.560           | 76,204              |
| 51  | Satu Mare      | Satu Mare             | 295.131   | 4.242           | 69,574              |
| 52  | Sălaj          | Zalău                 | 342.672   | 5.191           | 66,013              |
| 53  | Severin        | Lugoj                 | 240.715   | 6.422           | 37,483              |
| 54  | Sibiu          | Sibiu                 | 193.309   | 3.531           | 54,746              |
| 55  | Someș          | Dej                   | 220.353   | 3.965           | 55,575              |
| 56  | Soroca         | Soroca                | 315.774   | 4.331           | 72,910              |
| 57  | Storojineț     | Storojineț            | 169.518   | 2.653           | 63,897              |
| 58  | Suceava        | Suceava               | 121.870   | 1.309           | 93,102              |
| 59  | Târnava Mare   | Sighișoara            | 148.798   | 2.836           | 52,468              |
| 60  | Târnava Mică   | Diciosânmartin / Blaj | 148.340   | 2.081           | 71,283              |
| 61  | Tecuci         | Tecuci                | 157.079   | 2.408           | 65,232              |
| 62  | Teleorman      | Turnu Măgurele        | 348.027   | 4.577           | 76,038              |
| 63  | Tighina        | Tighina               | 307.629   | 6.333           | 48,576              |
| 64  | Timiș-Torontal | Timișoara             | 500.416   | 7.600           | 65,844              |
| 65  | Trei Scaune    | Sfântu Gheorghe       | 136.358   | 3.337           | 40,862              |
| 66  | Tulcea         | Tulcea                | 183.391   | 8.626           | 21,260              |
| 67  | Turda          | Turda                 | 181.953   | 3.158           | 57,617              |
| 68  | Tutova         | Bârlad                | 144.267   | 2.498           | 57,753              |
| 69  | Vaslui         | Vaslui                | 138.870   | 2.260           | 61,447              |
| 70  | Vâlcea         | Râmnicu Vâlcea        | 246.616   | 4.081           | 60,430              |
| 71  | Vlașca         | Giurgiu               | 296.616   | 4.494           | 66,003              |

## Perioada 1938-1940

Ținuturile României în 1939

Constituția din 1938, care a introdus organizarea României după model fascist, a introdus ca nouă unitate administrativă ținutul, care grupa mai multe județe. În baza acestei constituții, conform legii administrative din 14 august 1938, au fost formate 10 ținuturi, fiecare dintre ele fiind alcătuite din mai multe județe, independent de criteriul istoric: Argeș (sau Bucegi), Crișuri (sau Someș), Dunării (sau Dunărea de Jos), Jiu (sau Olt), Mării, Mureș (sau Alba Iulia), Nistru, Prut, Suceava, Timiș. 
Această împărțire a fost făcută după modelul legii administrative italiene din 1926 și a celei iugoslave din 1929. Ținuturile au luat în general denumiri de ape, pentru a trece pe plan secund apartenența istorică a teritoriilor lor. După modelul fascist italian, județele din Transilvania locuite preponderent de maghiari au fost incluse în ținuturi separate, astfel încât procentul minoritarilor să fie redus per totalul ținutului: județul Trei Scaune a fost inclus în Ținutul Argeș, iar județele Ciuc și Odorhei în Ținutul Alba Iulia.

## Hărți

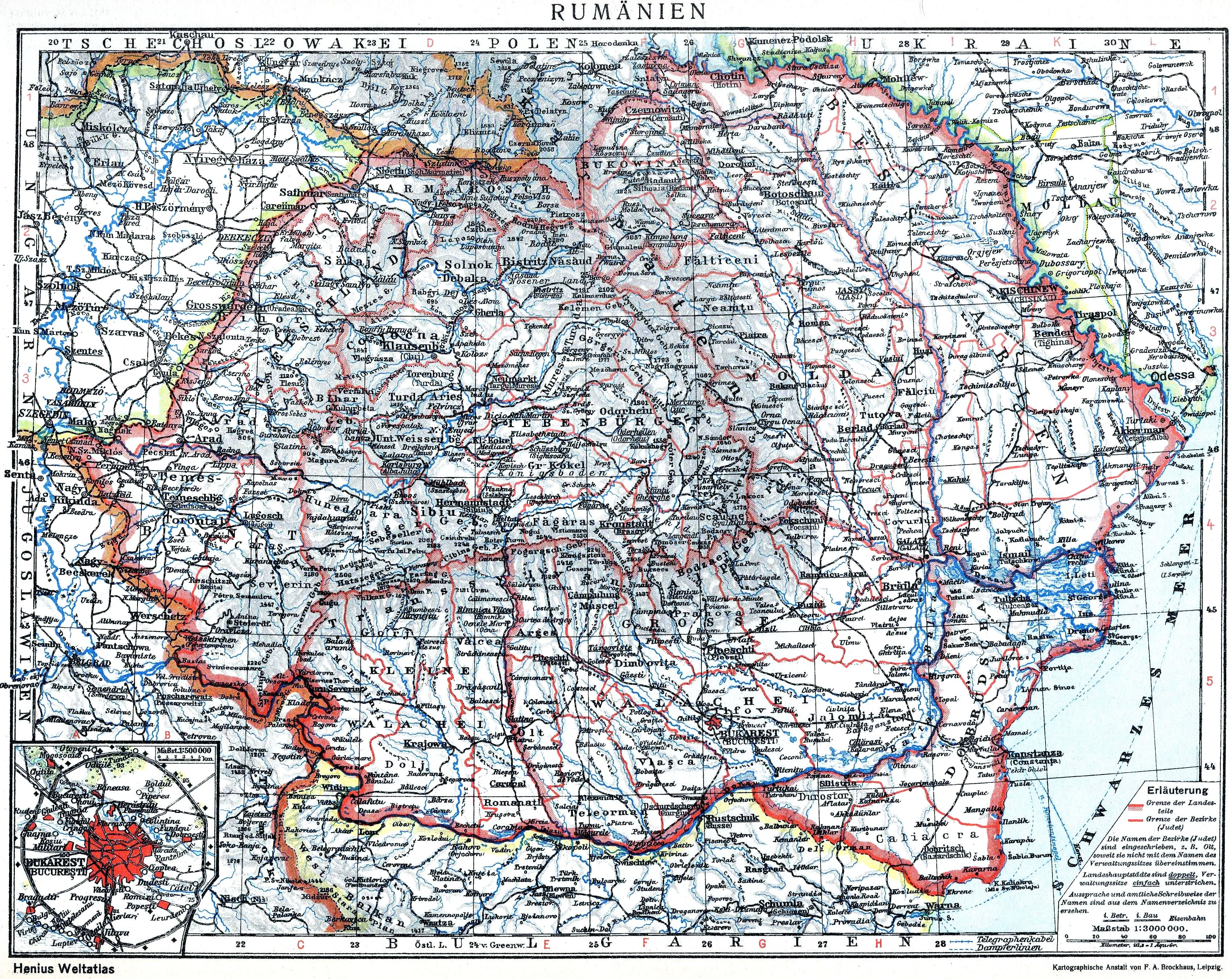
Județele Regatului României înainte de reforma administrativă din 1926
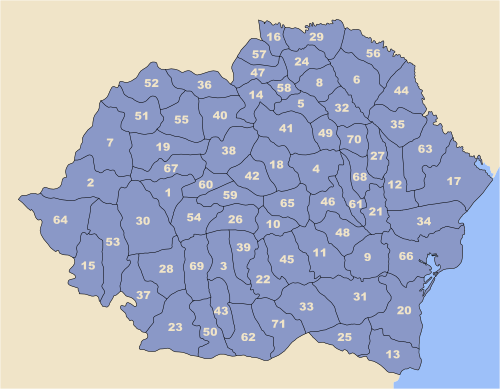
Județele Regatului României după reforma administrativă din 1926
Județele Regatului României într-un atlas din epocă
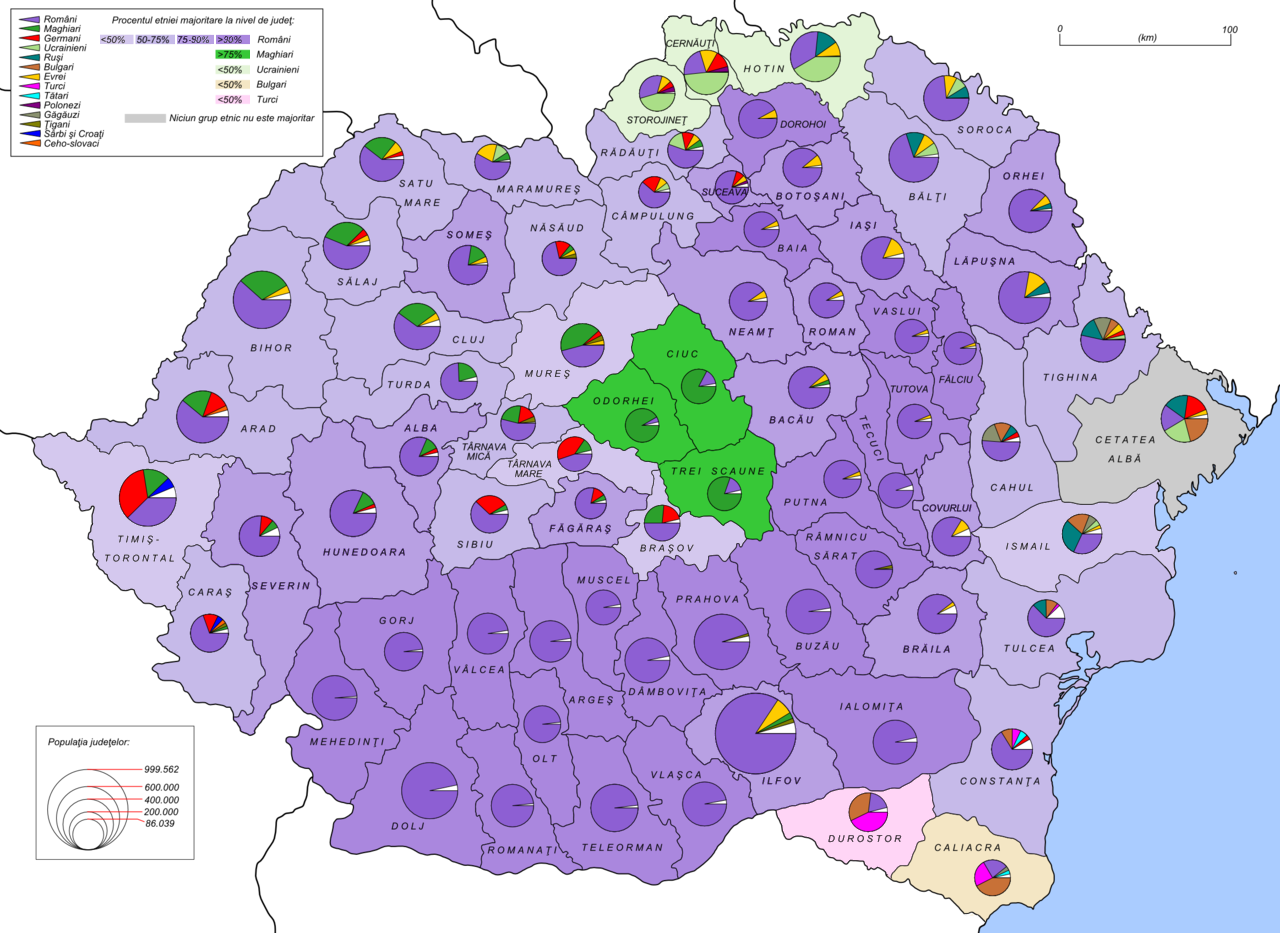
Harta etnică a județelor Regatului României, conform recensământului din 1930